# Lullacry
Lullacry  es un grupo de metal gótico y metal alternativo proveniente de Helsinki (Finlandia) fundado por los guitarristas Sami Leppikangas y Sauli Kivilahti 1998.

## Historia
Originada en la capital finlandesa, Helsinki, Lullacry publicó en 1998 como debut su álbum Sweet Desire con el apoyo de la disquera Heart, Trust and Respect Records para luego formar parte de Spinefarm Records con su segunda producción, Be My God, en el 2001, la cual fue el primer paso para la autorización de Century Media para Alemania, Austria, Suiza, BeNelux y Norteamérica, ayudando a la banda a expandir más allá su grupo de fanes a lo largo del mundo. La producción fue promocionada con un tour europeo apoyando a Edguy, en el cual se alcanzó asombrosas reacciones para la banda y se aseguró que su material estaba listo para el escenario.
Tras la despedida con su vocalista Tanya debido a diferencias en el 2002. Lullacry encuentra en Tanja Lainio un reemplazo perfecto para representar a la banda, y rápidamente se empieza a trabajar en su aclamado tercer álbum, Crucify My Heart así como en el EP Fire Within en el 2004, el cual fue publicado como un puente entre álbumes para comenzar un gran tour en Estados Unidos apoyando a la banda, también finlandesa, Nightwish
Vol. 4 fue grabado en el país natal de la banda, Finlandia, en Astia Studio por Anssi Kippo (Children Of Bodom, Entwine) así como en Finnvox por Mikko Karmila (Nightwish, Stratovarius), mientras Mikko también asumió los deberes de las mezclas, culminando en un exitoso álbum que no dejaría dudas sobre la definición de la banda y el sentimiento impresionante para crear unos de los más divertidos y apasionados Heavy Rock de nuestros días

## Miembros Fundadores
Lullacry fundada por el guitarrista Sami Leppikangas y con Sauli Kivilahti en la guitarra rítmica, en 1998. La primera alineación de la banda estuvo formada por:
- Sami Leppikangas: Guitarra (Líder de la banda)
- Sauli Kivilahti: Guitarra rítmica
- Tanya: Voces
- Kimmo Aroluma: Bajo
- Nalle Osterman: Batería

Con esta alineación se grabó un demo llamado Weeper's Aeon con el que la banda ganó reputación por su solidez en vivo.

## Miembros actuales
- Sami Leppikangas: Guitarra (Líder de la banda)
- Sauli Kivilahti: Guitarra rítmica
- Tanja Lainio: Voces
- Heavy: Bajo
- Jukka Outinen: Batería

## Discografía

### Álbumes
- Sweet Desire (1999)
- Be My God (2001)
- Crucify My Heart (2003)
- Vol. 4 (2005)
- Where Angels Fear (2012)

### Singles
- Don't Touch The Flame (2003)
- Alright Tonight (2003)
- Fire Within (2004)
- Stranger In You (2005)

### Videos
- Damn You (2003)
- Don't Touch The Flame (2003)
- King Of Pain (2005)
- Bad Blood (2012)

- Datos: Q633509